# Coniopholis fulvipes
Coniopholis fulvipes är en skalbaggsart som beskrevs av Moser 1913. Coniopholis fulvipes ingår i släktet Coniopholis och familjen Melolonthidae. Inga underarter finns listade i Catalogue of Life.